# 1974年のヤクルトスワローズ
1974年のヤクルトスワローズ（1974ねんのヤクルトスワローズ）では、1974年のヤクルトスワローズの動向をまとめる。
この年のヤクルトスワローズは、荒川博監督の1年目のシーズンである。

## 概要
1971年からヤクルトの指揮をとった三原脩前監督が日本ハムの球団社長に就任するため辞任し、後任監督は広岡達朗の招聘と、荒川博ヘッドコーチの2案があったが、広岡が監督就任を固辞した一方コーチとしての入団を承諾したことで、荒川が監督に昇格した。
1972年末に、鉄腕アトムのイラストを使用して球団後援会が作成したグッズを巡って「グッズを販売する業者から我々の著作権を侵害している抗議が殺到した」と虫プロダクションのからの申し入れがあったことに加え、荒川監督が就任した直後には既に虫プロの倒産が不可避となったことで「アトムズ」の名前が使えなくなり、1965年以来9年ぶりに「スワローズ」の名前が復活し、首脳陣も刷新された。
荒川監督は巨人時代の同僚で、前述の通り監督候補にも挙げられていた広岡をヘッドコーチに、毎日時代の同僚だった小森光生・沼澤康一郎を守備走塁コーチと打撃コーチにそれぞれ迎え、早稲田大学出身の「早大カルテット」を組んでシーズンに望んだ。
荒川監督のもと、投手陣では松岡弘・浅野啓司・安田猛が最後までローテーションを守るなど盤石で防御率3.14はリーグ2位で、打線も若松勉やロジャー・レポーズが活躍したが、打率と本塁打は最下位に終わった。6月まで最下位のチームも夏場以降成績が上向き、8月には4位と順位を上げていくと最後は阪神の急降下に助けられて3位に浮上。20年ぶりに優勝の中日に12ゲーム差を付けられながらも1961年以来13年ぶり、ヤクルトスワローズとなって初めてのAクラスでシーズンを終えた。対戦成績では優勝の中日に8勝16敗2分と大きく負け越したが、苦手の巨人には12勝13敗1分と健闘した。

## チーム成績

### レギュラーシーズン
| 1 | 遊 | 東条文博 |
| 2 | 二 | 武上四郎 |
| 3 | 左 | 若松勉   |
| 4 | 三 | 荒川堯   |
| 5 | 中 | 山下慶徳 |
| 6 | 一 | 小田義人 |
| 7 | 右 | 内田順三 |
| 8 | 捕 | 大矢明彦 |
| 9 | 投 | 松岡弘   |

| 順位 | 4月終了時 | 4月終了時 | 5月終了時 | 5月終了時 | 6月終了時 | 6月終了時 | 7月終了時 | 7月終了時 | 8月終了時 | 8月終了時 | 9月終了時 | 9月終了時 | 最終成績 | 最終成績 |
| ---- | --------- | --------- | --------- | --------- | --------- | --------- | --------- | --------- | --------- | --------- | --------- | --------- | -------- | -------- |
| 1位  | 中日      | --        | 巨人      | --        | 阪神      | --        | 阪神      | --        | 巨人      | --        | 中日      | --        | 中日     | --       |
| 2位  | 阪神      | 3.0       | 阪神      | 0.5       | 中日      | 3.5       | 巨人      | 2.0       | 中日      | 2.0       | 巨人      | 3.0       | 巨人     | 0.0      |
| 3位  | 巨人      | 4.0       | 中日      | 2.0       | 巨人      | 4.5       | 中日      | 2.0       | 阪神      | 4.0       | 阪神      | 10.5      | ヤクルト | 12.0     |
| 4位  | 大洋      | 5.0       | 広島      | 5.0       | 大洋      | 6.5       | 大洋      | 6.5       | ヤクルト  | 10.5      | ヤクルト  | 13.0      | 阪神     | 14.0     |
| 5位  | 広島      | 6.0       | 大洋      | 6.5       | 広島      | 7.5       | 広島      | 9.5       | 大洋      | 13.5      | 大洋      | 14.0      | 大洋     | 17.5     |
| 6位  | ヤクルト  | 6.0       | ヤクルト  | 7.0       | ヤクルト  | 11.0      | ヤクルト  | 9.5       | 広島      | 15.0      | 広島      | 16.5      | 広島     | 19.5     |

| 順位 | 球団               | 勝 | 敗 | 分 | 勝率 | 差   |
| 1位  | 中日ドラゴンズ     | 70 | 49 | 11 | .588 | 優勝 |
| 2位  | 読売ジャイアンツ   | 71 | 50 | 9  | .587 | 0.0  |
| 3位  | ヤクルトスワローズ | 60 | 63 | 7  | .488 | 12.0 |
| 4位  | 阪神タイガース     | 57 | 64 | 9  | .471 | 14.0 |
| 5位  | 大洋ホエールズ     | 55 | 69 | 6  | .444 | 17.5 |
| 6位  | 広島東洋カープ     | 54 | 72 | 4  | .429 | 19.5 |

## オールスターゲーム1974
| ファン投票 | 選出なし |          |          |        |
| 監督推薦   | 松岡弘   | 浅野啓司 | 大矢明彦 | 若松勉 |

## 表彰選手
| リーグ・リーダー | リーグ・リーダー     |
| ---------------- | -------------------- |
| 受賞者なし       |                      |
| その他           |                      |
| 選手名           | タイトル             |
| 石岡康三         | カムバック賞（新設） |

| ベストナイン         | ベストナイン | ベストナイン |
| 選手名               | ポジション   | 回数         |
| -------------------- | ------------ | ------------ |
| 若松勉               | 外野手       | 3年連続3度目 |
| ダイヤモンドグラブ賞 |              |              |
| 選出なし             |              |              |

## ドラフト
| 順位 | 選手名   | ポジション | 所属           | 結果                 |
| ---- | -------- | ---------- | -------------- | -------------------- |
| 1位  | 永川英植 | 投手       | 横浜高         | 入団                 |
| 2位  | 角富士夫 | 外野手     | 福岡第一高     | 入団                 |
| 3位  | 浜師勝彦 | 投手       | 新日本製鐵室蘭 | 拒否                 |
| 4位  | 上野貴士 | 外野手     | 横浜高         | 拒否                 |
| 5位  | 青木実   | 投手       | 日産自動車     | 翌年シーズン後に入団 |
| 6位  | 三村雅彦 | 投手       | 育英高         | 入団                 |